# Jedediah Huntington
Jedediah Huntington (ou Jedidiah Huntington), né le 4 août 1743 et mort le 25 septembre 1818, est un général américain.

## Biographie
Jedediah nait le 4 août 1743 à Norwich (Connecticut), de Jabez Huntington (1719-1786) et Elisabeth Backus (1720-1745). Il reçoit un diplôme à l'université Harvard en 1763, puis une Maîtrise à l'université Yale en 1770. Son père possédait un peu de richesse, ils vivaient assez aisément.
Après son parcours universitaire, il s'engage avec son père dans le commerce et, avec l'approche de la lutte pour l'indépendance, il devient un Fils de la Liberté et capitaine d'une milice. Promu à la commande d'un régiment, il rejoint l'armée au Cambridge, le 26 avril 1775, juste une semaine après la bataille de Lexington.
Son régiment faisait partie des forces déployée pour occuper des hauteurs de Dorchester; et, après l'évacuation de Boston par les Anglais, il rejoint avec son armée la ville de New York. Sa première femme, Faith, fille du Gouverneur Jonathan Trumbull, meurt à Denham (Massachusetts) en novembre 1775, elle lui laisse un fils du nom de Jabez. Durant l'année 1776, il était à New York, Kingsbridge, Northcastle, sur le pont de Sidmun et à d'autres postes.
En 1777, il est promu Général de brigade et participe beaucoup à la guerre si bien qu'en 1783, il devient Général de division. Il est l'un des organisateurs de l'Ordre de Cincinnatus. Ensuite, il devient percepteur douanier du port de New London par George Washington en 1789 et tient ses fonctions pendant 26 ans. Il se remarie avec Ann Moore, fille de Thomas Moore. Il meurt dans la maison de sa fille, à Norwich le 25 septembre 1818.

## Famille et descendance
On lui connait un oncle du nom de Stephen qui possédait un terrain aujourd'hui occupé par l'Académie Militaire.
Jedediah Huntington aura 8 enfants.
1 avec Faith Trumbull :
- Jabez Huntington (17 septembre 1767 - 16 août 1848).

7 avec Ann Moore :
- Elizabeth M. Huntington (20 janvier 1779 - 21 mars 1823).
- Ann Channing Huntington (9 octobre 1780 à New York City - 9 janvier 1857 à Washington)
- Faith Trumbull Huntington (7 octobre 1782 - 5 avril 1838).
- Harriet S. Huntington (24 juillet 1784 - 6 septembre 1849.  Elle se marie avec John De Witt le 18 septembre 1806.
- Joshua Huntington (31 janvier 1786 - 11, septembre 1819).
- Daniel Huntington (17 octobre 1788 - 21 novembre 1858).
- Thomas Huntington (4 décembre 1793 - ?).  Il se marie avec Pauline Clark, puis avec  Elizabeth Colfax le 21 octobre 1818)

### Sources
(novembre 2008).
- (en) « General Jedediah Huntington » sur tierranet.com
- (en) « General Jedidiah Huntington »(Archive.org • Wikiwix • Archive.is • Google • Que faire ?) sur home.att.net